# Мураталин, Искендер Садыкович
Искендер Садыкович Мураталин — советский киргизский хозяйственный, государственный и партийный деятель.

## Биография
Родился в 1935 году в селе Каны-Чек. Член КПСС.
В 1958 окончил Тимирязевскую сельскохозяйственную академию.
С 1958 года — на хозяйственной, общественной и политической работе. В 1958—1996 гг. — главный агроном Таласского комбината № 113, главный агроном треста совхозов, старший делопроизводитель Совета Министров Киргизской ССР, директор опытного хозяйства Кыргызского сельскохозяйственного института, председатель Кировского райисполкома[где?], первый секретарь Кировского райкома[где?] КП Киргизии, заведующий сельскохозяйственным отделом ЦК КП Киргизии, первый секретарь Нарынского обкома КП Киргизии, Председатель Государственного комитета охраны природы Кыргызской Республики.
Избирался депутатом Верховного Совета СССР 11-го созыва, Верховного Совета Киргизской ССР 9-го, 10-го и 12-го созывов.
Жил в Киргизии. Умер в 2007 году.

## Награды
Награждён Юбилейной медалью «Манас-1000» (1995).